# Macromitrium funiforme
Macromitrium funiforme là một loài rêu trong họ Orthotrichaceae. Loài này được Dixon mô tả khoa học đầu tiên năm 1941.